# 1943 dans le catholicisme
Chronologie du catholicisme
- 1939
- 1940
- 1941
- 1942
- 1943
- 1944
- 1945
- 1946
- 1947

Cet article présente les faits marquants de l'année 1943 dans le catholicisme.

## Évènements
- 29 juin : publication de l'encyclique Mystici Corporis Christi sur le corps mystique du Christ.
- 30 septembre : publication de l'encyclique Divino afflante Spiritu renouvelant l'étude de la Bible.
- 19 novembre : canonisation équipollente de Marguerite de Hongrie.

## Naissances
- 2 janvier : Giuseppe Leanza, prélat italien, diplomate du Saint-Siège et archevêque titulaire de Lilybaeum (de)
- 14 janvier : Angelo Bagnasco, cardinal italien, archevêque de Gênes
- 24 janvier : Casimir Wang Milu, prélat et dissident chinois, évêque de Tianshui († 14 février 2017)
- 3 février : Domenico Calcagno, cardinal italien de la Curie
- 19 février : Heinz Josef Algermissen, prélat allemand, évêque de Fulda
- 21 février : Hilarius Moa Nurak, prélat indonésien, évêque de Pangkal Pinang († 29 avril 2016)
- 4 avril : 
  - Jaime Enrique Duque Correa, prélat colombien, évêque d'El Banco († 14 avril 2013)
  - Jiří Paďour, prélat capucin tchèque, évêque de České Budějovice († 11 décembre 2015)
- 5 avril : Jean-Louis Tauran, cardinal français de la Curie et archevêque titulaire de Thélepte (de) († 5 juillet 2018)
- 24 avril : Alberto Ricardo da Silva, prélat est-timorais, évêque de Dili († 2 avril 2015)
- 26 avril : Dominik Duka, cardinal tchèque, archevêque de Prague
- 1er mai : Georges Pontier, prélat français, archevêque de Marseille
- 4 mai : Paul Terrio, prélat canadien, évêque de Saint-Paul
- 14 mai : Jean-Paul Gobel, prélat français, diplomate du Saint-Siège et archevêque titulaire de Calatia (de)
- 20 mai : Joseph Vernon Fougère, prélat canadien, évêque de Charlottetown († 18 juin 2013)
- 25 mai : Paul Aulagnier, prêtre traditionaliste français († 6 mai 2021)
- 1er juin : Pierre de Charentenay, prêtre jésuite, sociologue, journaliste, écrivain et enseignant français
- 2 juin : Crescenzio Sepe, cardinal italien, archevêque de Naples
- 6 juin : André Gouzes, prêtre dominicain, musicien et auteur français de chants liturgiques, accusé d'abus sexuels († 23 août 2024)
- 8 juin : Pierre-André Fournier, prélat canadien, archevêque de Rimouski († 10 janvier 2015)
- 18 juin : Armand Maillard, prélat français, archevêque de Bourges
- 2 juillet : Cornelius Fontem Esua, prélat camerounais, archevêque de Bamenda
- 5 juillet : Claude Azéma, prélat français, évêque auxiliaire de Montpellier et évêque titulaire de Murcona (de) († 6 septembre 2021)
- 9 juillet : Ghislain de Rasilly, prélat mariste français, évêque de Wallis-et-Futuna
- 25 juillet : Rémy Vancottem, prélat belge, évêque de Namur
- 30 juillet : 
  - Luis Antonio Nova Rocha, prélat colombien, évêque de Facatativá († 9 avril 2013)
  - Giuseppe Versaldi, cardinal italien de la Curie
- 12 août : Frederick Drandua, prélat ougandais, évêque d'Arua (en) († 1er septembre 2016)
- 26 août : Alessandro Carmelo Ruffinoni, prélat et missionnaire italien, évêque de Caxias do Sul
- 27 août : 
  - Mario Roberto Cassari, prélat italien, diplomate du Saint-Siège et archevêque titulaire de Truentum (de) († 19 août 2017)
  - Peter Stephan Zurbriggen, prélat suisse, diplomate du Saint-Siège et archevêque titulaire de Glastonia (de) († 28 août 2022)
- 31 août : Thierry Jordan, prélat français, archevêque de Reims
- 3 septembre : Joseph Koerber, prélat spiritain et missionnaire français, vicaire apostolique de Makokou et évêque titulaire de Siccenna (de)
- 17 septembre : Angelo Comastri, cardinal italien de la Curie
- 19 septembre : Murilo Sebastião Ramos Krieger, prélat brésilien, archevêque de São Salvador da Bahia
- 28 septembre : Brendan O'Brien, prélat canadien, archevêque de Kingston
- 1er octobre : Patrick D'Rozario, cardinal bangladais, archevêque de Dhaka
- 13 octobre : Joseph Chennoth, prélat indien syro-malabar, diplomate du Saint-Siège et archevêque titulaire de Milevum (de) († 8 septembre 2020)
- 21 octobre : 
  - Levon Zekiyan (en), prélat turc, archevêque d'Istanbul des Arméniens (en)
  - Peter Smith, prélat britannique, archevêque de Southwark († 6 mars 2020)
- 18 novembre : Leonardo Sandri, cardinal argentin de la Curie, précédemment diplomate du Saint-Siège et archevêque titulaire d'Aemona
- 22 novembre : Jean-Louis Bruguès, prélat français de la Curie
- 28 novembre : Francisco-Javier Lozano Sebastián, prélat espagnol, diplomate du Saint-Siège et archevêque titulaire de Penafiel (de)
- 5 décembre : Andrew Yeom Soo-jung, cardinal sud-coréen, archevêque de Séoul
- 11 décembre : Martin William Currie, prélat canadien, archevêque de Saint-Jean
- 28 décembre : Juan Luis Cipriani Thorne, cardinal péruvien, archevêque de Lima
- Date précise inconnue : 
  - Dennis Gira, théologien franco-américain
  - Augustin Misago, prélat rwandais, évêque de Gikongoro (de) († 12 mars 2012)
  - Bernard Nsayi, prélat congolais, évêque de Nkayi († 12 février 2021)

## Décès
- 1er janvier : Bienheureux Lojze Grozde, poète et martyr slovène du communisme (° 27 mai 1923)
- 2 janvier : Louis Fillon, prélat français, archevêque de Bourges (° 1er août 1877)
- 23 janvier : Johann Jakob von Hauck, prélat allemand, archevêque de Bamberg (° 22 décembre 1861)
- 26 janvier : Bienheureux Michał Kozal, prélat polonais, évêque auxiliaire de Włocławek et évêque titulaire de Lappa (de), martyr du nazisme (° 25 septembre 1893)
- 27 janvier : Edward O'Rourke, prélat polonais, évêque de Gdańsk (° 26 octobre 1876)
- 3 février : Bienheureux Aloïs Andritzki, prêtre, opposant au nazisme et martyr allemand (° 2 juillet 1914)
- 18 février : 
  - Bienheureux Georges Kaszyra, prêtre et martyr biélorusse du nazisme (° 4 avril 1904)
  - Bienheureux Antoni Leszczewicz, prêtre et martyr polonais du nazisme (° 13 septembre 1890)
- 27 février : Bienheureuse Marie Charité Brader, religieuse suisse, missionnaire en Colombie, fondatrice des Franciscaines de Marie Immaculée (° 15 août 1860)
- 4 mars : François-Xavier Vogt, prélat spiritain et missionnaire français, vicaire apostolique de Yaoundé et évêque titulaire de Celenderis (de) (° 3 décembre 1870)
- 17 mars : Arthur Hinsley, cardinal britannique, archevêque de Westminster (° 25 août 1865)
- 21 mars : Henri Colin, prêtre et botaniste français, membre de l'Académie des Sciences (° 1er novembre 1880)
- 29 mars : Ermenegildo Pellegrinetti, cardinal italien, diplomate du Saint-Siège et archevêque titulaire d'Adana (de) (° 27 mars 1876)
- 30 mars : 
  - René Bonpain, prêtre et résistant français fusillé (° 15 octobre 1908)
  - Bienheureuse Marie Restitute Kafka, religieuse, opposante au nazisme et martyre autrichienne (° 1er mai 1894)
- 8 avril : Noé Chabot, prêtre, bistrotier et photocaricaturiste français (° 2 février 1869)
- 11 avril : Federico Cattani Amadori, cardinal italien de la Curie (° 17 avril 1856)
- 5 mai : Bienheureux Grégoire Boleslas Frąckowiak, prêtre et martyr polonais du nazisme (° 18 juillet 1911)
- 16 mai : Charles Sacleux, prêtre, missionnaire, linguiste et botaniste français (° 5 juillet 1856)
- 29 mai : Georges Bruley des Varannes, prélat français, évêque de Monaco (° 24 septembre 1864)
- 4 juin : Bienheureux François Pianzola, prêtre italien, fondateur des Sœurs missionnaires de l'Immaculée Reine de la Paix (° 5 octobre 1881)
- 24 juin : 
  - François Bossebœuf, prêtre, écrivain et journaliste français (° 2 mars 1862)
  - Camille Roy, prêtre, enseignant et critique littéraire canadien (° 22 octobre 1870)
- 30 juin : Pierre Carpentier, prêtre et résistant français décapité (° 2 juillet 1912)
- 1er juillet : Joseph Péters, prêtre et résistant belge exécuté (° 12 juin 1894)
- 6 juillet : Sainte Nazaria Ignazia March Mesa, religieuse espagnole, missionnaire en Bolivie, fondatrice des Sœurs missionnaires croisées de l'Église (° 10 janvier 1889)
- 13 juillet : Bienheureux Marianna Biernacka, martyre polonaise du nazisme (° 1888)
- 1er août : Bienheureuses Martyres de Nowogrodek, religieuses polonaises et martyres du nazisme (° entre 1888 et 1916)
- 9 août : Bienheureux Franz Jägerstätter, objecteur de conscience, résistant au nazisme et martyr autrichien (° 20 mai 1907)
- 13 août : Bienheureux Jakob Gapp, prêtre marianiste, opposant au nazisme et martyr autrichien (° 26 juillet 1897)
- 27 août : José Gaspar d'Afonseca e Silva, prélat brésilien, archevêque de São Paulo, précédemment évêque titulaire de Barca (de) (° 6 janvier 1901)
- 30 août : Bienheureux Eustache van Lieshout, prêtre néerlandais et missionnaire au Brésil (° 3 novembre 1890)
- 13 septembre : Francisco de Asís Vidal y Barraquer, cardinal espagnol, archevêque de Tarragone (° 3 octobre 1868)
- 29 septembre : Pacifique de Valigny, prêtre capucin français, missionnaire au Canada (° 7 septembre 1863)
- 9 octobre : Jean-Baptiste-Arthur Allaire, prêtre et historien québécois (° 22 juillet 1866)
- 15 octobre : Roger Derry, prêtre et résistant français exécuté (° 29 décembre 1900)
- 18 octobre : Jozef Raskin, prêtre et missionnaire belge en Chine puis résistant au nazisme, décapité (° 21 juin 1892)
- 4 novembre : Vincenzo La Puma, cardinal italien de la Curie (° 22 janvier 1874)
- 5 novembre : Bienheureux Bernhard Lichtenberg, prêtre opposant au nazisme et martyr allemand (° 3 décembre 1875)
- 10 novembre : Bienheureux Johannes Prassek, prêtre, opposant au nazisme et martyr allemand (° 13 août 1911)
- 24 novembre : François Basset, prêtre français, mort en déportation à Mauthausen (° 21 novembre 1899)
- 25 novembre : Carlo Cremonesi, cardinal italien de la Curie, précédemment archevêque titulaire de Nicomédie (de) (° 4 novembre 1866)
- 27 novembre : Simon Srugi, religieux salésien, enseignant, infirmier et vénérable italien (° 27 juin 1877)
- 10 décembre : Edmond Vansteenberghe, prélat français, évêque de Bayonne (° 26 avril 1881)
- 12 décembre : Jean-Marie Perrot, prêtre français, acteur du renouveau de la tradition bretonne, assassiné car soupçonné de collaboration avec les nazis (° 3 septembre 1877)
- 20 décembre : Louis Sorel, prêtre français, collaborateur de Vichy assassiné (° 5 juillet 1880)
- 28 décembre : Karl Holzhey, prêtre et théologien allemand (° 18 février 1863)
- Date précise inconnue : 
  - François-Xavier Diniz, prêtre jésuite et architecte portugais (° 1869)
  - T. Lawrason Riggs, prêtre américain, premier aumônier de l'université Yale (° 1888)